# Machaerium puberulum
Machaerium puberulum är en ärtväxtart som beskrevs av George Bentham. Machaerium puberulum ingår i släktet Machaerium och familjen ärtväxter. Inga underarter finns listade i Catalogue of Life.